# Boris Polevoï
Boris Nikolaïevitch Polevoï (en russe : Бори́с Никола́евич Полево́й), né Boris Nikolaïevitch Kampov le 4 mars 1908 (17 mars 1908 dans le calendrier grégorien) à Moscou, Russie et mort le 12 juillet 1981 à Moscou, URSS, est un romancier soviétique de la littérature héroïque stalinienne. Son nom reste attaché à Histoire d'un homme véritable, publié en 1947, basé sur l'histoire du pilote russe de la Seconde Guerre mondiale Alekseï Petrovitch Maressiev, dont Sergueï Prokofiev tire son opéra Histoire d'un homme véritable,.

## Biographie
Fils d'un juriste juif, Nicolas Petrovitch Kampov, et d'une femme médecin, Lidia Vassilievna, le jeune Boris naît dans une famille aisée sur laquelle le sort s'acharne très vite. En 1913, la famille quitte Moscou pour aller habiter à Tver. Deux ans plus tard, son père meurt de la tuberculose, ce qui oblige sa mère à travailler à l'hôpital d'une usine et à loger avec son fils dans la cité ouvrière d'une fabrique de textiles qui appartient aux négociants Morozov. 
Boris Nikolaïevitch passe son enfance et son adolescence en compagnie des enfants de la cité. Livré à lui-même, car sa mère travaille toute la journée, il profite de sa liberté pour découvrir la nature dans la banlieue environnante et pour lire, guidé par sa mère, surtout des classiques russes ou des contemporains comme Maxime Gorki de la bibliothèque de son père. Alors qu'il est à l'école depuis quatre ans, grâce à son amour de la nature, il devient animateur du cercle de jeunes naturalistes et à ce titre, participe aux mouvements de jeunesse de la ville et de la RSFSR. C'est aussi dans les années 1920 qu'il assiste à l'installation de la rédaction de la Tverskaïa Pravda dans son usine. Le président en est Gourianov, un ajusteur très populaire, et c'est dans ce contexte, que le jeune orphelin «prend conscience» de son attirance vers le journalisme. Six ans après être rentré à l'école, il a droit, dans ce journal d'usine, à un premier entrefilet de sept(?) lignes qui semble-t-il[réf. nécessaire] relate la visite dans son école d'un poète paysan connu Spiridon Drojjine (ru). Cette première expérience est suivie par d'autres articles et il se met à écrire régulièrement dans la Tverskaïa Pravda, d'abord des échos sur ce qui ne va pas dans sa ville, puis de petits reportages d'actualité sur Tver, sur les fabriques et les usines de la ville.
Après avoir terminé ses études secondaires, il entre à l'école supérieure technique et industrielle de Tver où il se spécialise en chimie, plus précisément en analyses quantitatives et qualitatives tout en continuant à rêver de journalisme et à écrire en cachette des articles et des reportages. Un été le journal présidé par Gourianov lui demande de faire un reportage sur les entreprises forestières et les entreprises de flottage de la région de Tver. Arrivé dans le district de Selijarovski, il monte sur les trains de flottage, travaille comme draveur et descend des sources de la Volga jusqu'à Rybinsk, terminus des trains de bois. Une série d'articles écrits à la lueur du petit feu qui brûle au milieu de la hutte sur le radeau paraissent sous le titre Sur les trains de flottage. Un autre été, il est chargé par la rédaction du journal d'écrire un reportage, Les villages de Tver, sur la pénétration du socialisme dans les villages qui ne sont pas encore organisés en kolkhozes; il s'installe comme bibliothécaire au village de Mikchino où il écrit une série d'articles sur la vie des villageois et les débuts de la collectivisation.
En 1927, sort son premier recueil d'articles, seule œuvre signée «Kampov», intitulée 20 jours, qui est une enquête romancée sur le monde interlope de Tver, si criante de vérité qu'elle entraîne des purges parmi les fonctionnaires et les institutions du parti communiste. Ses camarades du journal du Komsomol Smena, auquel il collabore, l'envoient à Gorki. Celui-ci après avoir lu attentivement son travail, lui écrit de Sorrente, où il vit, une lettre de six pages d'encouragements et de conseils. Il devient par la suite son protecteur. Le pseudonyme «Polevoï» lui est proposé par la rédaction du journal et traduit en russe la racine latine de son nom de famille (Kampov - campus, qui désigne un champ, «Polé» (Поле) et donne Polevoï, en français «Duchamp»),.
Après être sorti diplômé de l'école technique en 1926, il travaille comme technicien dans la teinturerie où l'on imprime des indiennes et qui est une filiale du combinat Proletarka de Kalinine. Il la quitte en 1928 car son travail et la direction d'un groupe de correspondants ouvriers ne lui laissent pas assez de temps pour le journalisme.  Il entame alors une carrière de journaliste et d'écrivain en étant rédacteur au journal des jeunesses communistes Sména auquel il avait déjà collaboré. Ce bihebdomadaire de six à huit pages disparaissant, il reprend du service à Prolétarskaïa Pravda, un journal régional de Kalinine auquel il collabore jusqu'au début de la Grande guerre patriotique en y rédigeant des reportages et des articles et en y dirigeant les rubriques économiques. Parallèlement, il écrit des nouvelles dont il fait publier une petite partie dans le journal ou dans l'almanach régional De nos jours. En 1939, la revue Octobre publie son premier roman L'Atelier ardent sur l'émulation socialiste, autrement dit le stakhanovisme dans les entreprises de Kalinine. Le héros du livre se reconnaît dans le roman et l'invite à son mariage.
En 1939, il épouse Youlia Ossipovna, avec laquelle il aura deux fils et une fille. 
Membre du Komsomol depuis 1930, il adhère au parti communiste en 1940 et lorsque la guerre éclate il travaille déjà à la Pravda depuis 1939. Correspondant de guerre jusqu'en 1945 en tant que journaliste mais aussi en tant que militaire, il est lieutenant-colonel, cela lui permet d'accéder aux points stratégiques de l'immense front et d'y recueillir une vaste documentation pour écrire. En 1941, il revient habiter à Moscou. En février 1942, un article L'exploit de Matveï Kouzmine rédigé à la hâte à la suite des funérailles du héros, un kolkhozien octogénaire du kolkhoze l'«Aube» qui a répété le geste héroïque d'Ivan Soussanine lui attire des remarques du rédacteur en chef de la Pravda. Celui-ci lui conseille de tout noter, de fournir des détails pour qu'on n'oublie rien de tous les «prodiges» que les soviétiques accomplissent pour combattre l'invasion allemande. Il prend un gros cahier et se met à l'ouvrage en relevant les adresses des héros et des témoins des événements les plus importants. Ainsi «comme correspondant de guerre je saute d'un coin de front à l'autre, tantôt chez les partisans, tantôt dans les bois, d'où des commandos de parachutistes opèrent des raids sur les arrières de l'ennemi, puis je reviens sur la ligne de front à Stalingrad, sur le saillant de Koursk, à Korsoun-Chevtchenkovski, sur la Vistule, sur la Neisse, sur la Sprée et je suis partout le témoin de l'héroïsme des hommes soviétiques... Ivan Soussanine, Maria Kojina, Piotr Kochka (ru) marin de Sébastopol...». On peut ajouter qu'il est aussi allé à Prague où il atterrit sur le stade en mai 1945, qu'il s'est trouvé à bord d'un bombardier lors du bombardement des villes allemandes, qu'il a vu la guerre dans les Carpates et en Pologne. Pendant tout le cours de la guerre, il prend des notes sur soixante-cinq épisodes; celui du lieutenant de la garde Alexeï Maressiev, pilote de chasse sur un aérodrome près d'Orel lors de l'offensive allemande sur cette ville, est le sujet du livre Un homme véritable (1946). Il sélectionne vingt-quatre autres histoires qu'il rassemble dans un ouvrage ayant pour titre Nous autres soviétiques (1948) qui obtient en 1949 le Prix Staline. Dans le même esprit, la nouvelle Le Retour est un épisode de la vie d'un fondeur célèbre de Moscou. L'Or (1949-1950) emprunte également à la vie réelle: son dénouement se produit au moment de l'offensive sur le front de Kalinine au début de 1942». Naissance d'une épopée met en scène Malik Gabdouline qui dirige ensuite l'Institut de littérature de l'Académie des Sciences du Kazakhstan et Le Drapeau du régiment montre le courage de la paysanne de Poltava, Ouliana Biélogroud, qui sauve le drapeau d'un régiment de chars. Celle-ci ensuite est décorée pour les résultats qu'elle a obtenus dans la récolte des betteraves! De Belgorod aux Carpates (1945) est aussi un témoignage sur ses expériences militaires. On sait moins qu'il assista jusqu'à la fin au Procès de Nuremberg et qu'il rapporta d'Auschwitz des informations inédites sur les atrocités qui y ont été commises. À la fin de la guerre, en 1945, il est décoré deux fois de l'Ordre de la guerre patriotique de 1re classe.
Le succès du livre Un homme véritable est considérable tant à l'étranger[Où ?] qu'en Union soviétique. En 1947, il reçoit le Prix Staline de 2e classe pour cette œuvre qui est traduite en 49 langues, publiée 180 fois et dont les tirages vont atteindre environ 9 745 000 exemplaires. Prokofiev en fait un opéra en quatre actes et dix tableaux en 1947-1948 et Alexandre Stolper en réalise un film en 1948. D'autres œuvres servent de scénario à des films: Sur la rive sauvage est tourné par Anatoli Granik en 1966, Docteur Véra en 1967 et Or en 1969 sont réalisés tous les deux par Damir Viatitch-Berejnykh (ru).
En 1949, il reçoit pour la 2e fois le prix Staline du 2e degré. En février 1950, à Varsovie, il retrouve Alexeï Petrovitch Maressiev qui comme lui est délégué au Deuxième Congrès mondial des partisans de la paix. Il se rend aussi dans de nombreux autres pays[Lesquels ?] et son recueil d'essais Journal américain, publié en 1956, lui permet d'obtenir le Prix international de la paix en 1959. À partir de 1952, il préside la Société européenne de la culture. En 1957, il participe à la campagne contre Boris Pasternak qui a eu l'outrecuidance de faire éditer son roman Le Docteur Jivago à Milan. Il le compare notamment à Vlassov et dit ne pas vouloir respirer le même air que lui,,.  
De 1951 à 1966 ou de 1946 à 1958, il est « élu » député du Soviet suprême de la RSFSR. En 1958, il reçoit deux fois la distinction de l'Ordre de la bannière rouge du travail, en 1959, il devient membre du conseil de l'union des journalistes soviétiques.
De 1961, jusqu'à sa mort, il fut président du conseil d'administration de la fondation soviétique de la paix. La même année, en 1961, il devient, jusqu'à sa disparition, rédacteur en chef du magazine Jeunesse (Iounost).
En 1962, paraît son roman Sur la rive sauvage, ayant pour base ses notes de journaliste auprès des géologues et des techniciens qui travaillaient sur les chantiers du Canal Volga-Don et sur la reconstruction et les aménagements du barrage de DnieproGuES.
Il correspond pendant plusieurs années avec Howard Fast, juif d'origine ukrainienne, qui fut membre du parti communiste américain pendant quinze ans. Polevoï dit que quand il reçoit de ses nouvelles il ne peut s'endormir, tant les héros des romans de l'auteur de Spartacus sont présents autour de lui. Leur rencontre fugitive se poursuit par une relation épistolaire. Howard Fast, ne recevant pas de réponse, décide de publier les lettres qu'il a envoyées. Finalement l'écrivain américain reçoit du courrier de son correspondant. On n'a jamais su les raisons de ce retard.[pas clair]
En 1967, il deviennt secrétaire du conseil de l'Union des écrivains soviétiques et reçoit la distinction de l'Ordre de Lénine qu'il obtient également en 1974, et une autre fois en ?, avec celle, la même année, de Héros du travail socialiste. Toujours en 1974, il publie une biographie romancée du maréchal Ivan Koniev, qu'il a connu personnellement.
Le 16 mars 1978, il est reconnu citoyen d'honneur de la ville de Kalinine. Il est également décoré de l'Ordre de l'étoile rouge.
Sa dépouille repose dans la parcelle 9 du Cimetière de Novodievitchi à Moscou.

## Œuvre
- L'Atelier ardent, roman, publié en 1939 dans la revue Octobre
- De Belgorod aux Carpathes, Plon, 1946 (édition française)
- Un homme véritable, 1947, publié en langue française par les Éditions en langues étrangères à Moscou en 1954, dans une traduction de Roger Garaudy
- Nous autres soviétiques, recueil de 24 nouvelles publié en 1948, en 1950 pour l'édition française
- Contemporains, 1954
- Journal américain, 1956
- Au bord de la terre, 1956
- L'Or, roman publié par les Éditeurs français réunis en 1957
- Trente mille lieues en Chine, 1957
- Arrière-pays, 1958
- Sur la rive sauvage, éditions du Progrès, Moscou, 1962
- La Guérisseuse, 1966 ou (Docteur Vera)
- Au cours de la grande contre-offensive, 1967
- En fin de compte: journaux de Nuremberg, 1969
- Berlin, 896 kilomètres, 1971
- Libération, éditions du Progrès, Moscou, 1974
- Annie, 1976

## Sources
- De larges extraits ont été puisés dans son autobiographie (jusqu'en 1950) écrite comme une préface au livre Un homme véritable édité par les Éditions en langues étrangères à Moscou en 1954.
- Des renseignements ont été prélevés dans les pages Wikipédia non francophones.